# Sivry-la-Perche

Sivry-la-Perche este o comună în departamentul Meuse din nord-estul Franței. În 2010 avea o populație de 256 de locuitori.

## Evoluția populației
| An        | 1975 | 1982 | 1990 | 1999 | 2006 | 2010 |
| --------- | ---- | ---- | ---- | ---- | ---- | ---- |
| Populație | 250  | 278  | 275  | 271  | 259  | 256  |